# سومرداو

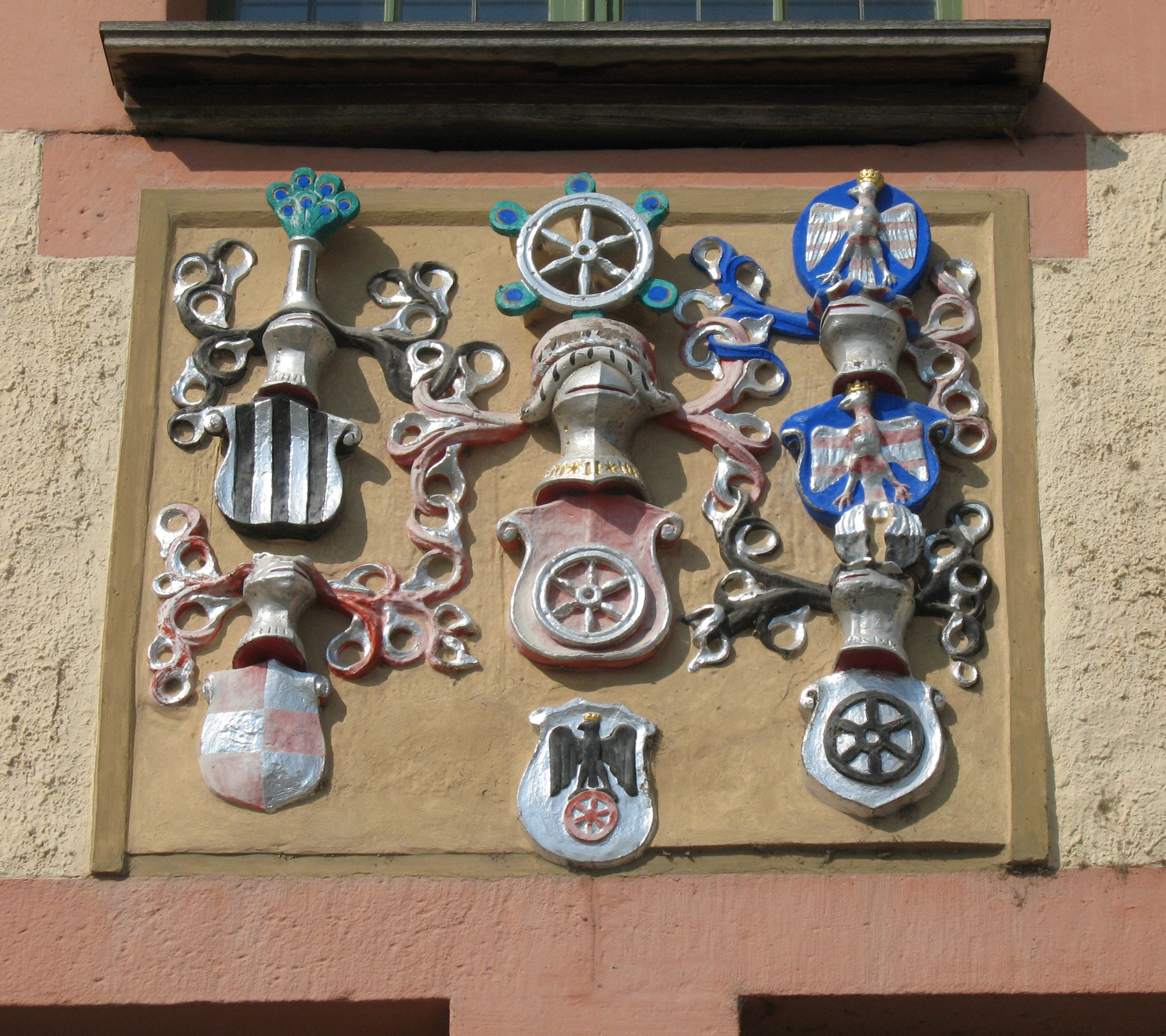

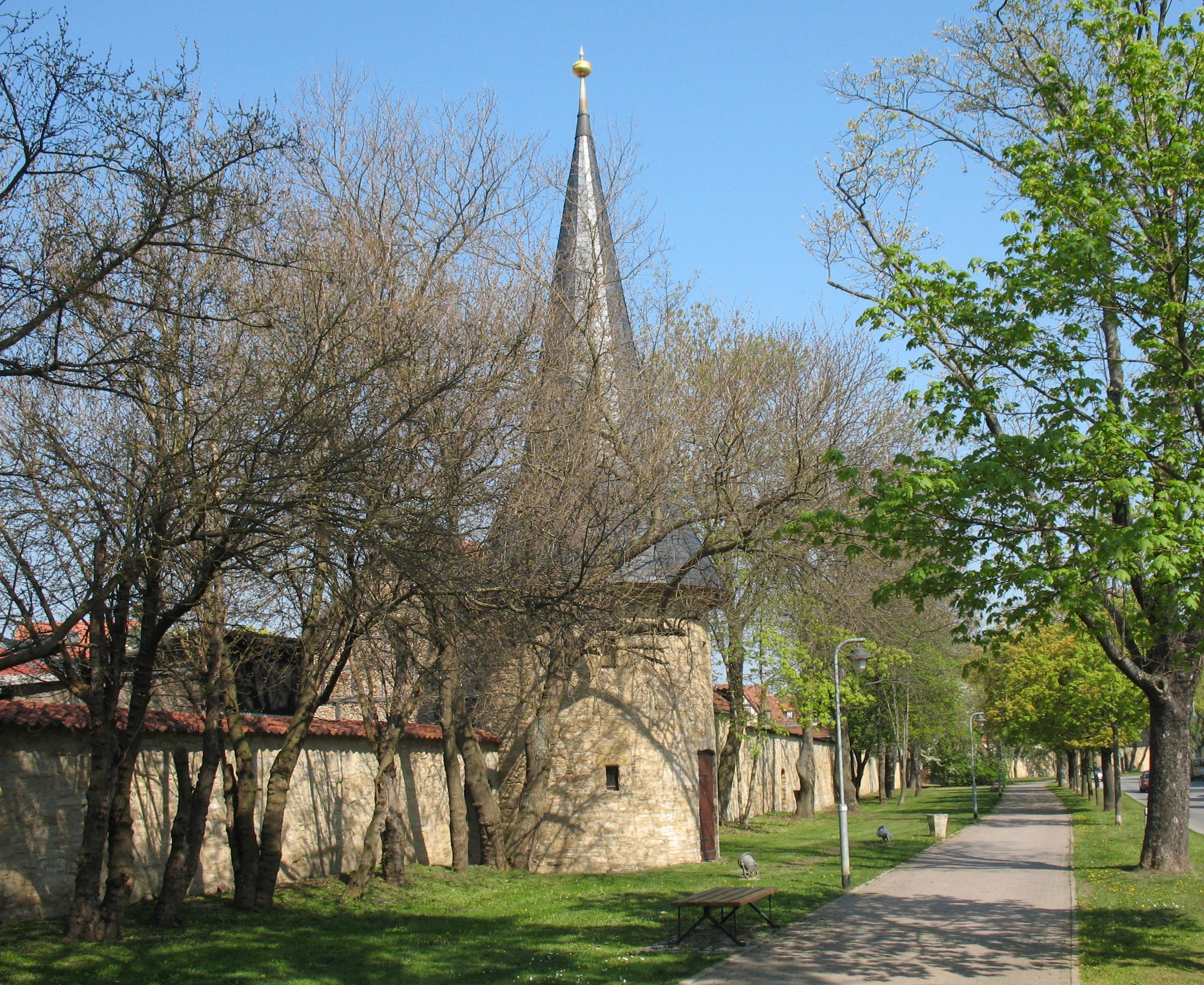

شهر سومرداو (به آلمانی: Sömmerda) در ایالت تورینگن در کشور آلمان واقع شده‌است.